# Centro de Convenciones de Dublín
El centro de convenciones de Dublín (CCD) se sitúa en los muelles de Dublín y abrió en septiembre de 2010. El centro de convenciones tiene vistas al río Liffey, desde el muelle de Spencer. Fue diseñado por el arquitecto americano-irlandés Kevin Roche. El CCD fue nominado para los Premios de Excelencia a Ingenieros de Irlanda en la categoría mejor proyecto de ingeniería del Año 2010.

## Historia
En 1995, el entonces gobierno irlandés planeó construir un Centro de Convenciones Nacional, pero el plan fue abandonado. El ministro de turismo Enda Kenny había anunciado que la ubicación del centro de convenciones propuesto se situaría en el barrio de Ballsbridge, pero el proyecto nunca avanzó.
En noviembre de 1997, con el nuevo gobierno electo liderado por el partido Fianna Fáil, un nuevo concurso para construir el centro de convenciones fue lanzado por el ministro de turismo James McDaid, con siete consorcios admitidos en el proyecto. La oficina de obras públicas consultó las propuestas para la construcción del centro de convenciones en la calle Infirmary Road al lado del parque Phoenix. Un participante fue el grupo Ogden/Sonas dirigido por Robert White, cuyos planes para la construcción de un casino en las cercanías del parque Phoenix habían sido abandonados por el gobierno anterior; también participó en el concurso el consorcio Anna Livia, integrado por Earlsfort Group, Bennett Construction y Kilsarin Concrete que propuso un complejo centro de conferencias en el puerto de Dublín a través de la calle del O2.
Treasury Holdings, encabezado por Johnny Ronan y Barrett Richard, los ganadores finales del concurso, llegaron a un acuerdo con CIE para ubicar su proyecto en el muelle de Spencer. Harry Crosbie era también parte del consorcio. Su plan incluía ideas para dos hoteles de 250 habitaciones, que posteriormente al menos uno de los cuales nunca se construyó. Un hotel había sido planeado por la parte trasera del Centro de Convenciones, pero esto se cambió para proteger la zona.
La Unión Europea acordó otorgar un subsidio máximo de £ 25 millones para el proyecto aunque esto estaba condicionado a que el proyecto se completase en el año 2000. El costo total del proyecto en aquel momento se estimaba entre 35 millones y 45 millones de libras, excluyendo la adquisición del terreno, de acuerdo con el documento de licitación. Los adjudicatarios también tendría a mano más de 250.000 Libras por los gastos ocasionados.

## Construcción
Los trabajos de construcción comenzaron el proyecto en 1998, aunque finalmente no fue finalizado hasta 2010. Una disputa legal surgió entre sus promotores, Spencer Dock Internationals, Dublin Docklands Development Authority y el Ayuntamiento de Dublín que en parte retrasó el proyecto.
La construcción del proyecto estuvo a cargo de Construction Management Partnership (CMP), una empresa conjunta entre Treasury Holdings Limited y John Sisk & Son Limited. John Sisk se adjudicó el contrato para construir el centro en marzo de 1999 de 104 millones de £.
El edificio es un icono arquitectónico ya que cuenta con una serie de innovaciones, sobre todo la fachada de cristal y numerosos muros curvos.
El centro de convenciones tiene capacidad para 8.000 personas en 22 salas de reuniones, que incluyen un auditorio de 2000 asientos y una exposición de 4.500 metros cuadrados y espacio para banquetes.
Es el primer centro de convenciones en el mundo construido con carbono-neutral debido a su uso de cemento de bajo carbono y la compensación de emisiones de carbono inevitables mediante la compra de créditos de carbono de acuerdo con el Estándar de Carbono Voluntario. También cuenta con un sistema termo-llave de recuperación de calor y una unidad de almacenamiento térmico de hielo para proporcionar aire acondicionado a todo el edificio.
El CCD ganó la plata para el 'Mejor Centro de Conferencias en el extranjero" en los Premios de la Industria de M & IT en el año 2011; sus contrincantes fueron el Foro Grimaldi de Mónaco, Bella Center de Copenhague y el Centro de Convenciones de Las Vegas de Las Vegas.